# Mischocyttarus hirsutulus
Mischocyttarus hirsutulus är en getingart som beskrevs av Zikan 1949. Mischocyttarus hirsutulus ingår i släktet Mischocyttarus och familjen getingar. Inga underarter finns listade i Catalogue of Life.